# Bilk (Wettringen)

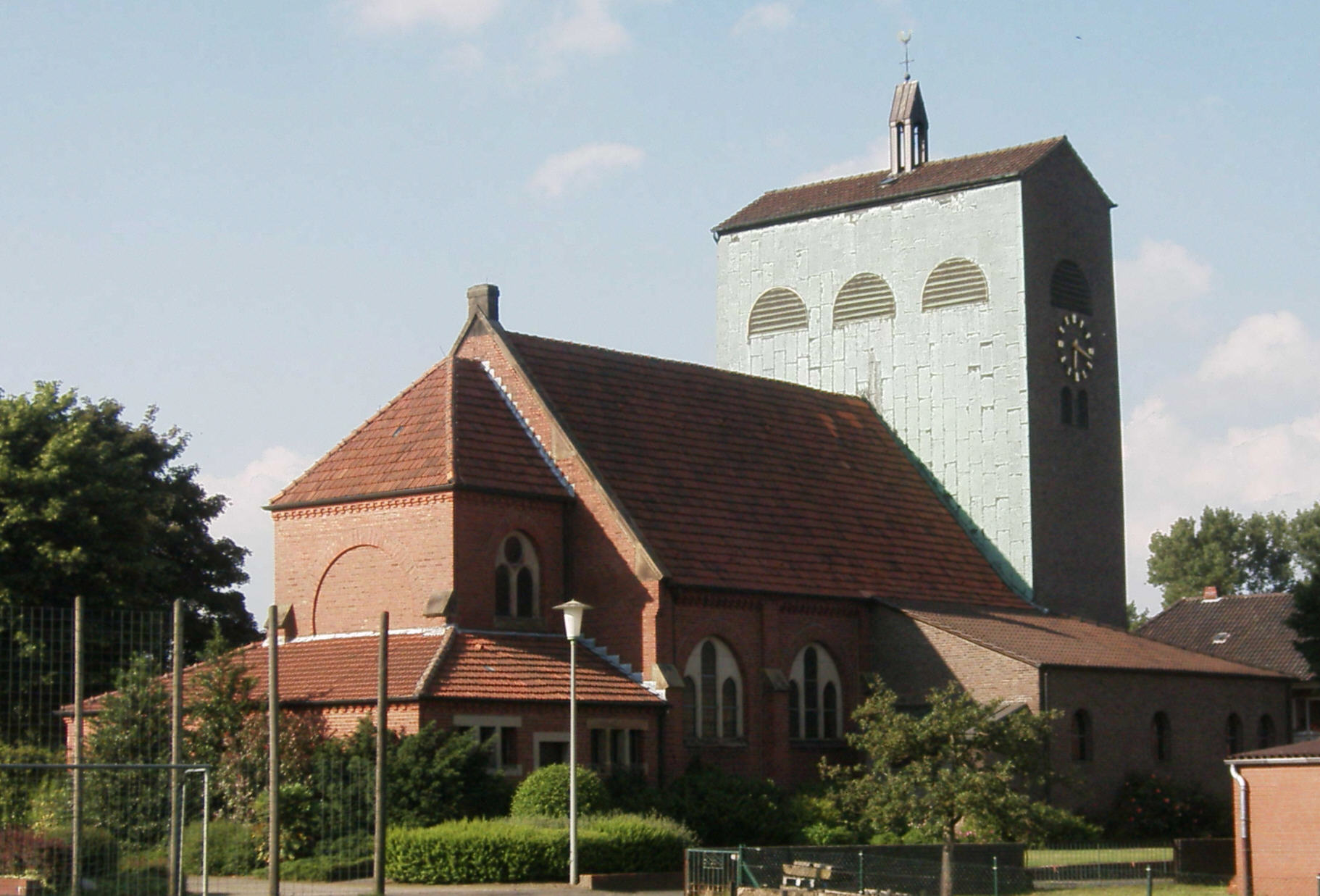
Katholische Kirche St. Michael in Bilk

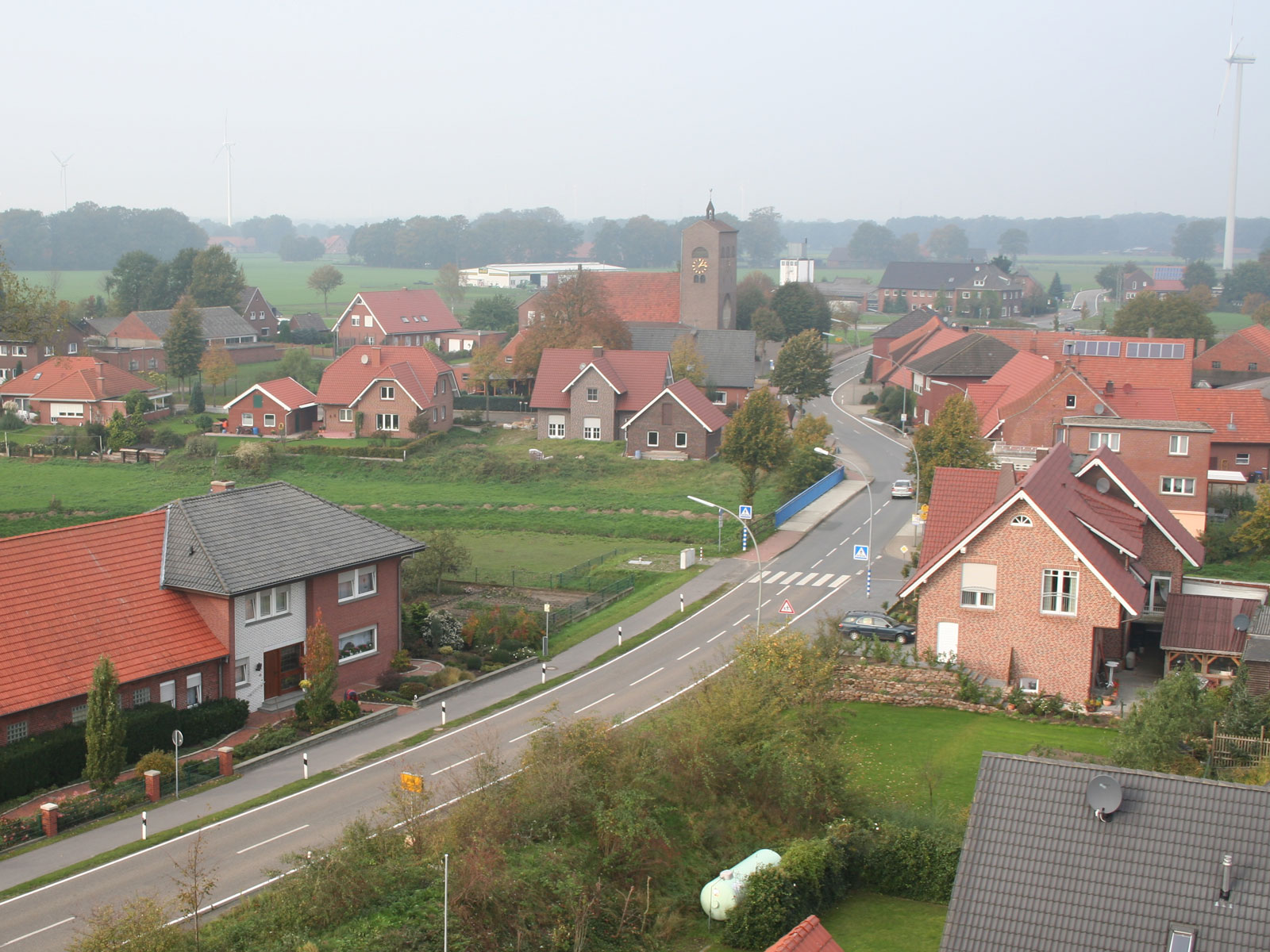
Ansicht von Süden auf den Ortskern

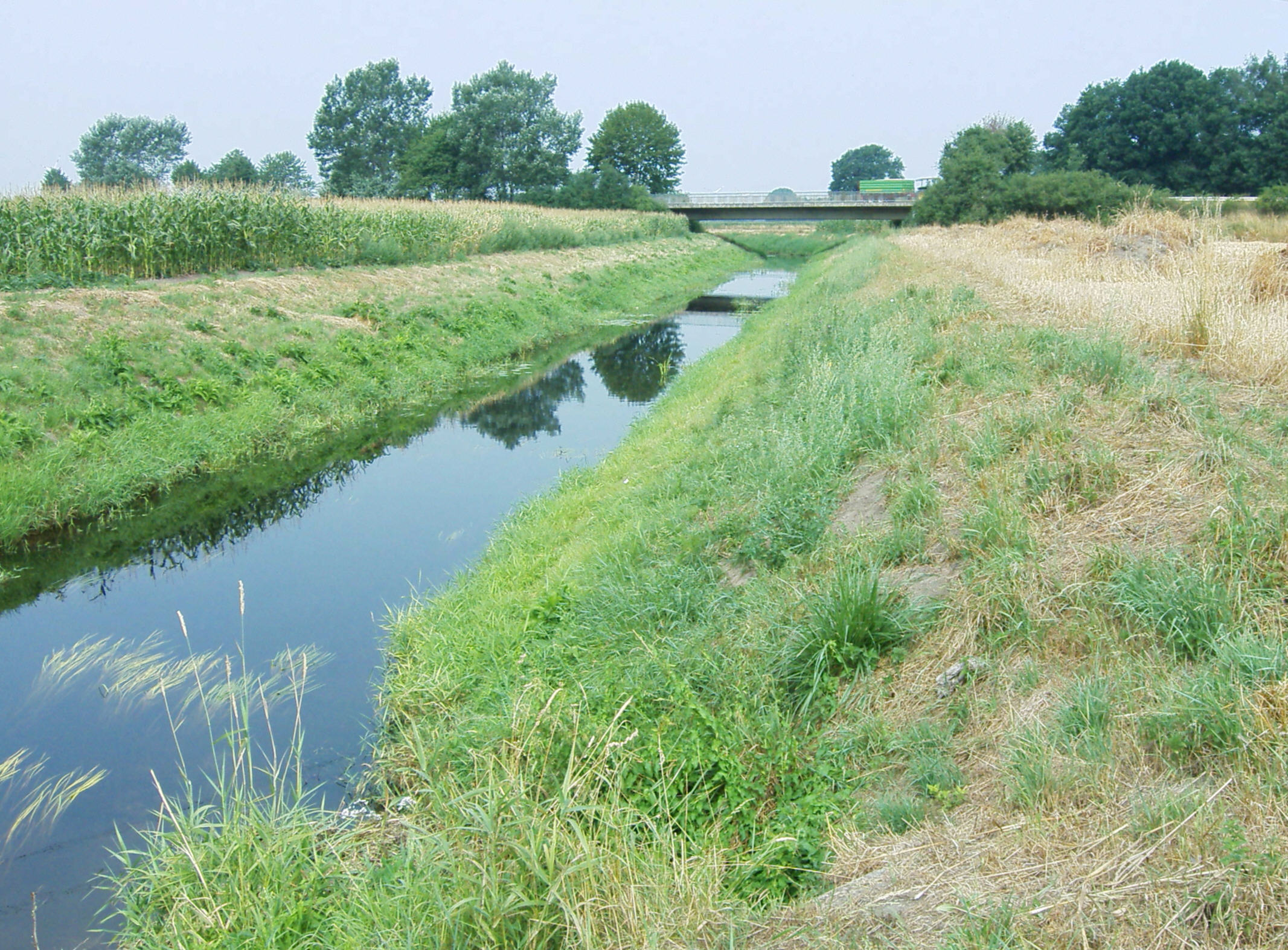
Die Steinfurter Aa, kurz vor der Einmündung in die Vechte

Bilk ist eine Bauerschaft in Wettringen im Kreis Steinfurt in Nordrhein-Westfalen mit etwa 500 Einwohnern.
Es gibt einen Schützenverein, den Schützenverein Bilk-Haddorf der beiden Bauerschaften Bilk und Haddorf, der 2004 sein 175-jähriges Bestehen feierte.
Direkt an der Schützenstange liegt der Fußballplatz des FC Westfalia Bilk, das Westfalenstadion. Der Verein wurde 1930 gegründet und befindet sich derzeit in der Kreisliga B Steinfurt. Im Jahre 1947 kam es während eines Meisterschaftsspiel gegen Rheine 09 zu massiven Zuschauerausschreitungen. Die Spieler und Zuschauer von Rheine 09, die mit einem Lkw anreisten, prügelten sich mit den Spielern und dem Anhang von FC Westfalia Bilk e. V. Der Sportverein wurde nach diesem Spiel in einem Verfahren zu einer Sperre von 25 Jahren verurteilt. Als Grund für die lange Sperre wurde damals der fehlende Ordnungsdienst während des Spiels angegeben. Danach ruhte das Vereinsleben bis Ende 1987.
Außerdem besitzt der Ortsteil Bilk eine eigene Kirche, St. Michael. Im Jahre 2005 fusionierten St. Michael und St. Petronilla in Wettringen zur neuen Pfarrgemeinde St. Petronilla unter Leitung von Pfarrer Christoph Backhaus. Hermann Bredenbrock, emeritierter Pfarrer von St. Michael, befand sich seitdem im Ruhestand, er starb im Februar 2009. Zur Pfarrgemeinde gehört zudem das Franz-von-Assisi-Haus.
Kirchliche Gruppen sind die Katholische Frauengemeinschaft Deutschlands, die Jugendgruppe, der Kinderchor „Michaelspatzen“, sowie die Krabbelgruppe.
In Bilk mündet die Steinfurter Aa in die Vechte.

## Sehenswürdigkeiten
In der Liste der Baudenkmäler in Wettringen (Münsterland) sind für Bilk fünf Baudenkmale aufgeführt.